# Cyrtandra navicellata
Cyrtandra navicellata är en tvåhjärtbladig växtart som beskrevs av Alexander Zippelius och Charles Baron Clarke. Cyrtandra navicellata ingår i släktet Cyrtandra och familjen Gesneriaceae. Inga underarter finns listade i Catalogue of Life.